# Крістін Дімітрова
Крістін Дімітрова (болг. Кристин Димитрова; нар. 19 травня 1963) — болгарська письменниця, поетеса, перекладачка та викладачка.

## Життєпис
Народилася 19 травня 1963 року у Софії, у Народній Республіці Болгарія (тепер — Республіка Болгарія).
Закінчила Софійський університет, де вивчала англійську філологію, а нині — викладає (має звання доцента) англійську мову.
Із 2004 по 2006 рік була редакторкою «Арт Труд» — щотижневого додатку про мистецтво та культуру найбільшої щоденної газети Болгарії «Труд». 
Із 2007 по 2008 рік була колумністкою щоденної газети «Клас».
Вірші та оповідання Дімітрової публікувалися в антологіях та літературних журналах США, Канади, Німеччини, Франції, Великої Британії, Італії, Польщі, Ірландії, Австрії, Нідерландів, Македонії, Швеції, Литви, Хорватії, Ісландії, Боснії та Герцеговини, Словенії,    Туреччини, Угорщини, Сербії, Білорусі та Росії.
Авторка 11-ти поетичних збірок (станом на 2014 рік). Перекладає поезію з англійської.
Лауреатка п'яти премій за поезію, трьох — за прозу, однієї — за переклад поезії (станом на 2014 рік).

## Родина
Була одружена з літературознавецем, поетом і перекладачем Владіміром Трендафіловим, який помер у 2019 році. Має двох дітей.

## Фільмографія
Сценаристка:
- 2009 — «Цап»[bg]
- 2013 — «Лінда» (короткометражка; у співавторстві із Антонією Мільчевою)